# ثاتو موكيكي
ثاتو موكيكي (بالإنجليزية: Thato Mokeke) (7 أغسطس 1990 بكيب تاون في جنوب أفريقيا - ) هو لاعب كرة قدم جنوب أفريقي في مركز الدفاع. شارك مع منتخب جنوب أفريقيا لكرة القدم. أما مع النوادي، فقد لعب مع أياكس كيب تاون وسوبر سبورت يونايتد وWinners Park F.C. ‏.

## روابط خارجية
- ثاتو موكيكي على موقع قاعدة بيانات كرة القدم.إي يو (الإنجليزية)
- ثاتو موكيكي على موقع ناشيونال فوتبول تيمز (الإنجليزية)
- ثاتو موكيكي على موقع Soccerway.com (الإنجليزية)